# Janne Saksela
Janne Saksela (Helsinki, Finlandia, 14 de marzo de 1993) es un exfutbolista finlandés cuya posición era la de defensa.

## Trayectoria

### Regreso al HJK Helsinki
El 2 de abril de 2021 se hace oficial su regreso al HJK Helsinki firmando un contrato por un año con la opción de ampliarlo un año más. Al día siguiente disputó su primer partido desde su regreso jugando en los cuartos de final de la Copa de Finlandia ante el HIFK Helsinki, arrancó como titular y marcó gol al minuto 65', su equipo terminó ganando el encuentro por marcador de 0-3 y con esto consiguieron el pase a las semifinales del torneo.
En octubre de 2022 anunció su retirada tras una carrera marcada por las lesiones.

## Selección nacional
Fue convocado para las categorías sub-19, sub-21 y absoluta de Finlandia.

## Estadísticas

### Clubes
Actualizado al último partido jugado el 16 de octubre de 2021.
| PK-35 Vantaa · Finlandia | 2.ª           | 2009          | 1   | 0 | -  | - | -  | - | 1   | 0  | 0    |
| PK-35 Vantaa · Finlandia | 2.ª           | 2010          | 9   | 0 | -  | - | -  | - | 9   | 0  | 0    |
| PK-35 Vantaa · Finlandia | 2.ª           | 2011          | 9   | 0 | -  | - | -  | - | 9   | 0  | 0    |
| PK-35 Vantaa · Finlandia | Total         | Total         | 19  | 0 | 0  | 0 | 0  | 0 | 19  | 0  | 0    |
| HJK Helsinki · Finlandia | 1.ª           | 2012          | 0   | 0 | 3  | 0 | -  | - | 3   | 0  | 0    |
| Klubi-04 · Finlandia | 3.ª           | 2012          | 7   | 0 | -  | - | -  | - | 7   | 0  | 0    |
| Klubi-04 · Finlandia | Total         | Total         | 7   | 0 | 0  | 0 | 0  | 0 | 7   | 0  | 0    |
| JJK Jyväskylä · Finlandia | 1.ª           | 2012          | 9   | 1 | -  | - | -  | - | 9   | 1  | 0,11 |
| JJK Jyväskylä · Finlandia | Total         | Total         | 9   | 1 | 0  | 0 | 0  | 0 | 9   | 1  | 0,11 |
| RoPS Rovaniemi · Finlandia | 1.ª           | 2014          | 12  | 0 | 4  | 0 | -  | - | 16  | 0  | 0    |
| RoPS Rovaniemi · Finlandia | 1.ª           | 2015          | 27  | 1 | 8  | 3 | -  | - | 35  | 4  | 0,11 |
| RoPS Rovaniemi · Finlandia | 1.ª           | 2016          | 30  | 2 | 1  | 0 | 4  | 1 | 35  | 3  | 0,09 |
| RoPS Rovaniemi · Finlandia | Total         | Total         | 69  | 3 | 13 | 3 | 4  | 1 | 86  | 7  | 0,08 |
| Sparta de Róterdam · Países Bajos | 1.ª           | 2016-17       | 5   | 0 | -  | - | -  | - | 5   | 0  | 0    |
| Sparta de Róterdam · Países Bajos | 1.ª           | 2017-18       | 0   | 0 | -  | - | -  | - | 0   | 0  | 0    |
| Sparta de Róterdam · Países Bajos | 1.ª           | 2018-19       | 17  | 0 | 2  | 0 | -  | - | 19  | 0  | 0    |
| Sparta de Róterdam · Países Bajos | Total         | Total         | 22  | 0 | 2  | 0 | 0  | 0 | 24  | 0  | 0    |
| FC Ilves Tampere · Finlandia | 1.ª           | 2019          | 2   | 0 | -  | - | -  | - | 2   | 0  | 0    |
| FC Ilves Tampere · Finlandia | 1.ª           | 2020          | 9   | 0 | 2  | 0 | -  | - | 11  | 0  | 0    |
| FC Ilves Tampere · Finlandia | Total         | Total         | 11  | 0 | 2  | 0 | 0  | 0 | 13  | 0  | 0    |
| HJK Helsinki · Finlandia | 1.ª           | 2021          | 17  | 0 | 2  | 1 | 8  | 1 | 27  | 2  | 0,14 |
| HJK Helsinki · Finlandia | 1.ª           | 2022          | 2   | 0 | 1  | 0 | -  | - | 3   | 0  | 0,00 |
| HJK Helsinki · Finlandia | Total         | Total         | 19  | 0 | 6  | 1 | 8  | 1 | 33  | 2  | 0,12 |
| Total carrera | Total carrera | Total carrera | 156 | 6 | 23 | 4 | 12 | 2 | 191 | 12 | 0,07 |
| (1) Incluye datos de Copa de la Liga de Finlandia; Copa de Finlandia. (2) Incluye datos de Liga Europa de la UEFA. (3) No incluye goles en partidos amistosos. |               |               |     |   |    |   |    |   |     |    |      |

## Palmarés

### Títulos nacionales
| Título        | Club         | País      | Año  |
| ------------- | ------------ | --------- | ---- |
| Veikkausliiga | HJK Helsinki | Finlandia | 2012 |
| Veikkausliiga | HJK Helsinki | Finlandia | 2021 |
| Veikkausliiga | HJK Helsinki | Finlandia | 2022 |